# Гвюдрун Кадльс Хельгюдоуттир
Гвюдрун Кадльс Хельгюдоуттир (исл. Guðrún Karls Helgudóttir; 27 апреля 1969, Рейкьявик) — исландский прелат. Епископ Исландии с 1 сентября 2024 года. Она стала второй женщиной после Агнес Маргрьетардоуттир Сигюрдардоуттир, избранной на пост главы Исландской церкви.

## Биография
Гвюдрун Кадльс Хельгюдоуттир родилась в Брейдхольте в Рейкьявике 27 апреля 1969 года в семье Кадля Магнуса Кристьяунссона (исл. Karl Magnús Kristjánsson) и Хельги Эйнарсдоуттир (исл. Helga Einarsdóttir). Окончила Политехнический колледж в Брейдхольте в 1992 году. Она изучала богословие на богословском факультете Исландского университета и окончила его в 1998 году получив степень бакалавра богословия. Затем там же в 2000 году защитила диссертацию и получила степень кандидата богословия. 
Гвюдрун была рукоположена в священники 11 января 2008 года в соборе Гётеборга и затем служила священником в Швеции в общинах Нэсец (в 2004–2005 годах) и Лерумс (в 2005–2008 годах). В 2008 году была назначена приходским священником в Граварвогюр и занимала эту должность до 2016 года, а затем в 2016 была назначена пробстом.
В 2024 году она была избрана епископом Исландии. Она была рукоположена в епископа в Хадльгримскиркья 1 сентября 2024 года и является второй женщиной в истории церкви Исландии, рукоположенной в епископы.

## Личная жизнь
Замужем за Эйнаром Свейнбьёднссоном, профессором физики Исландского университета и Университета Линчёпинга. Имеет двоих детей и двоих внуков.